# هری توتونجیان
هری توتونجیان (انگلیسی: Harry Tutunjian) یک سیاست‌مدار آمریکایی ارمنی‌تبار است که بین سال‌های ۲۰۰۴ تا ۲۰۱۲ میلادی تروی، نیویورک بود.